# Techno-Classica
Pour les articles homonymes, voir Technique et Classique.
Le Techno-Classica ou Techno Classica Essen est un des plus importants salons internationaux d'automobile de collection, fondé en 1989, au parc des expositions d'Essen en Rhénanie-du-Nord-Westphalie en Allemagne, avec près de 1 200 exposants et près de 200 000 visiteurs annuels. 

## Historique
Ce salon expose tout type de véhicules de collection de l'histoire de l'automobile (voiture, moto, vélo, sport, utilitaires...) sur une surface d'exposition de 120 000 m2, répartis sur dix halls et quatre espaces extérieurs, avec des constructeurs, concessionnaires, préparateurs, amateurs, particuliers, pièces de musées, associations et clubs automobile, concours d'élégance, vente aux enchères, et produits dérivés,... 

## Galerie

Quelques modèles exposés
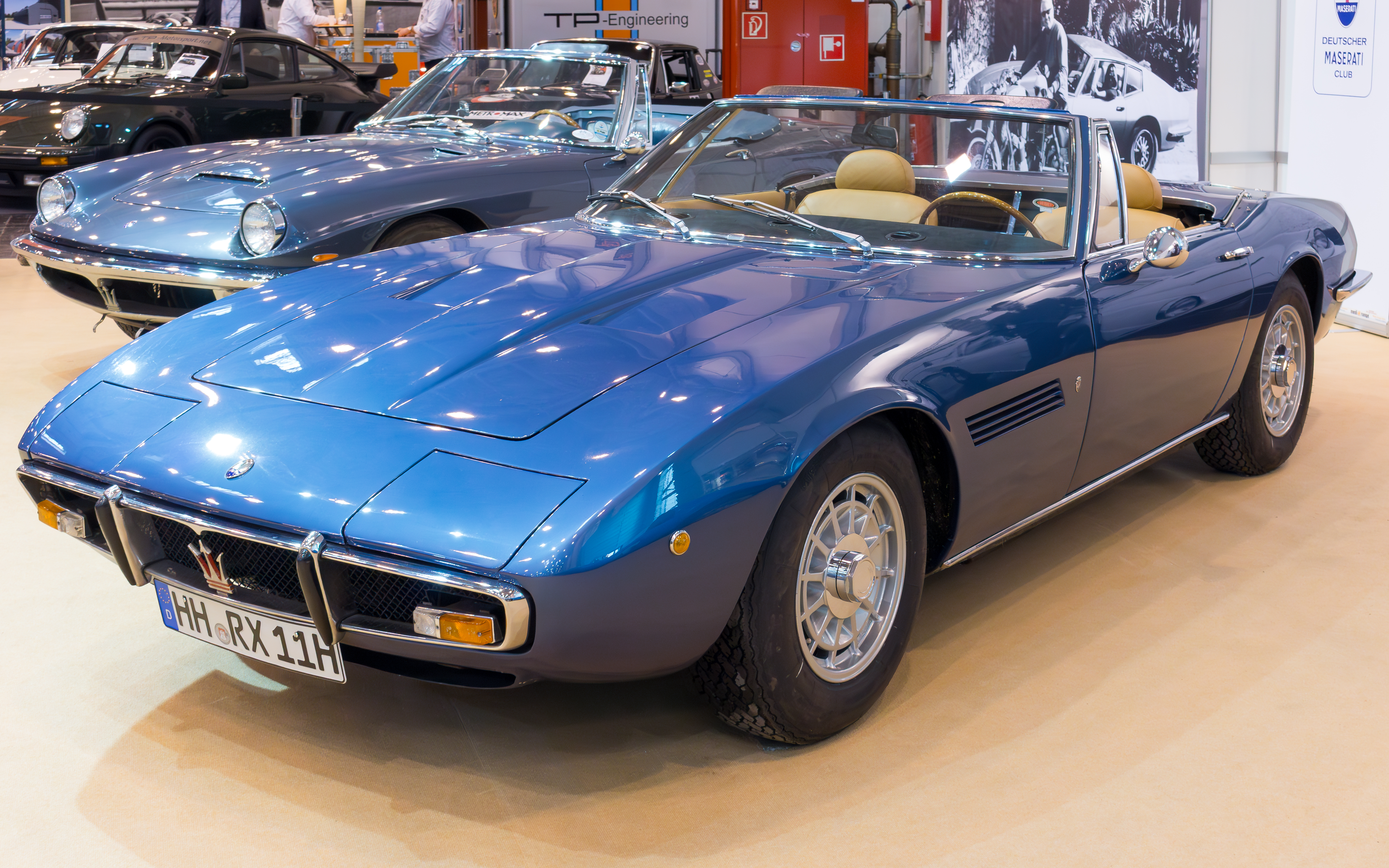
Maserati Ghibli I spider.
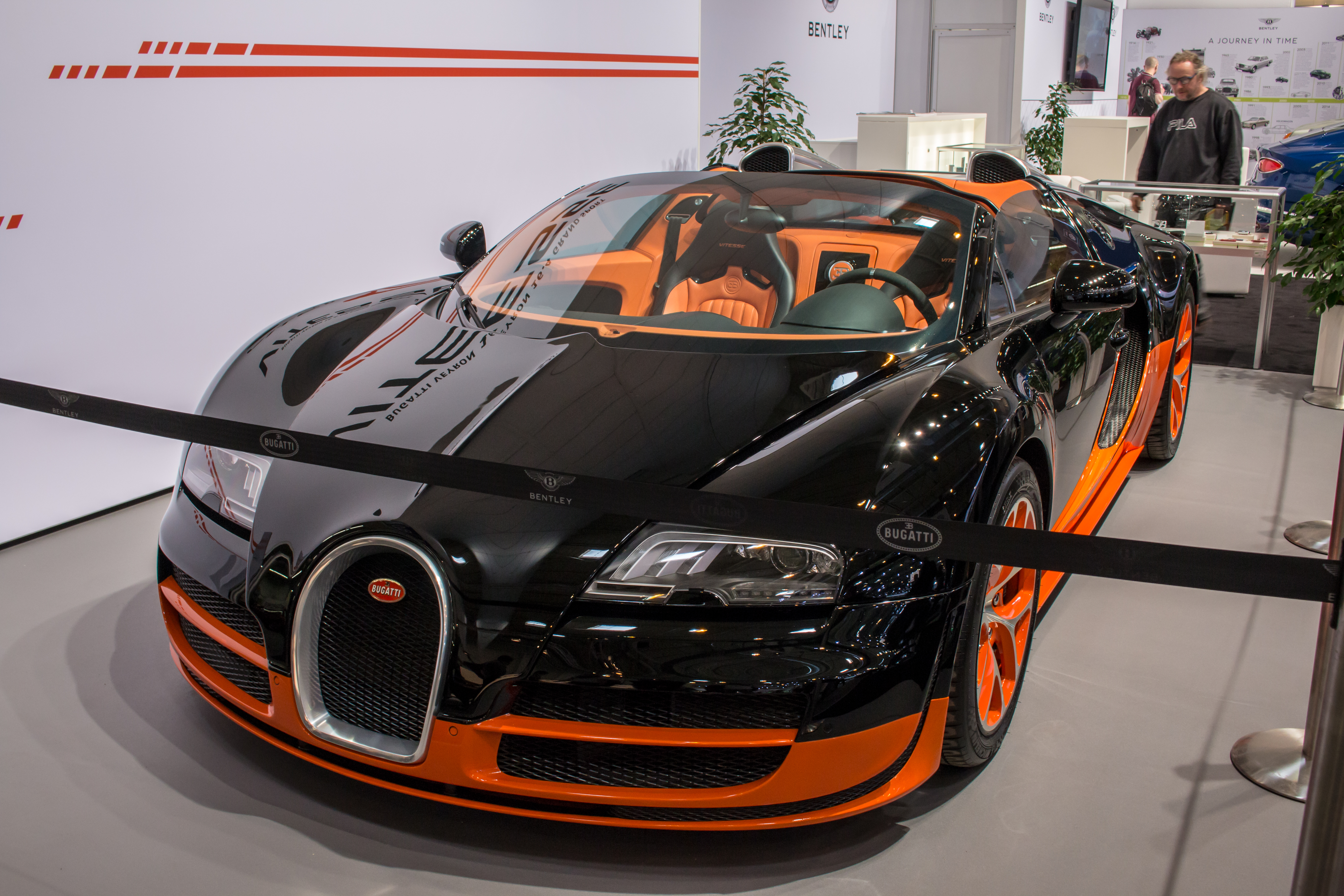
Bugatti Veyron 16.4 Grand Sport Vitesse.
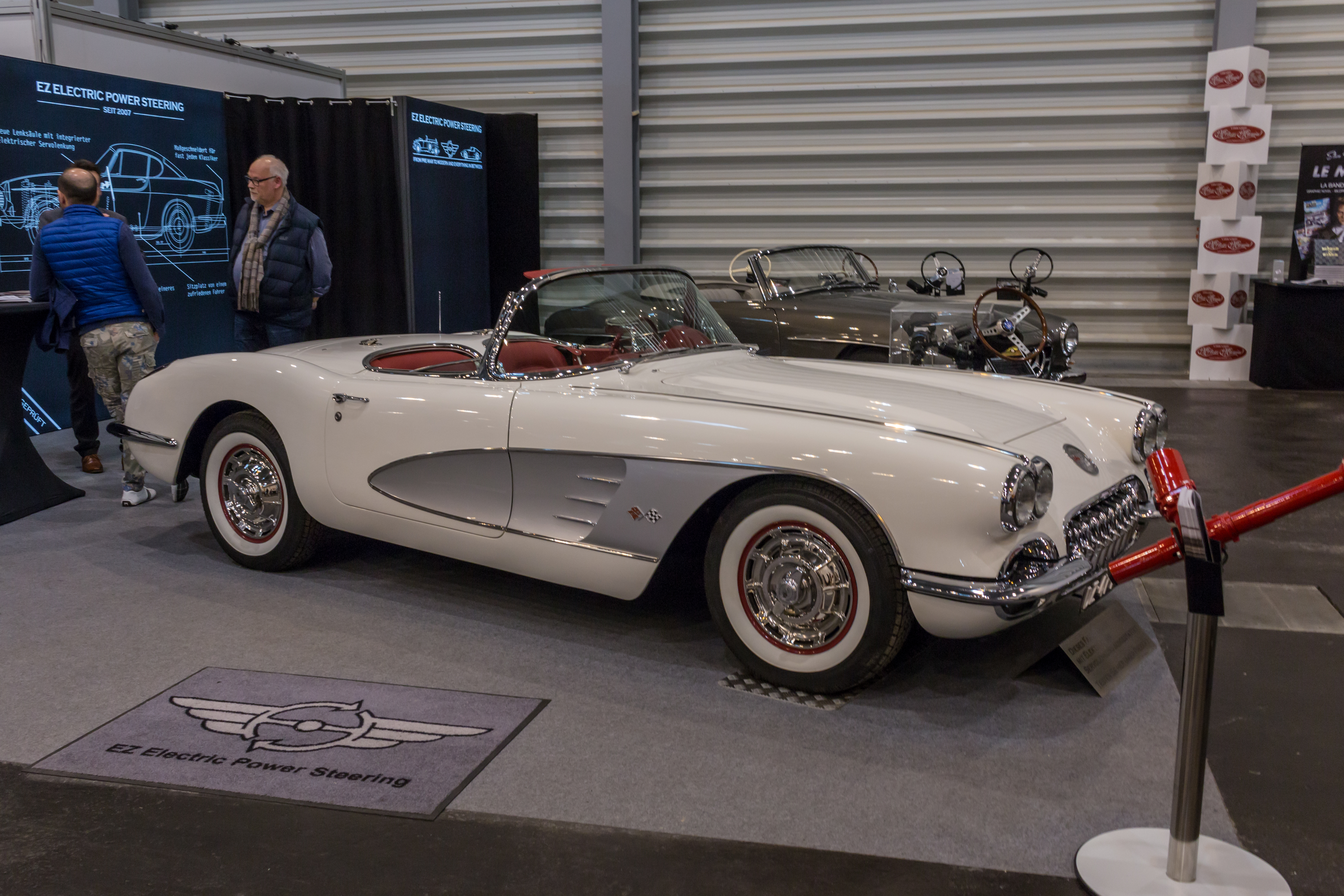
Chevrolet Corvette C1.
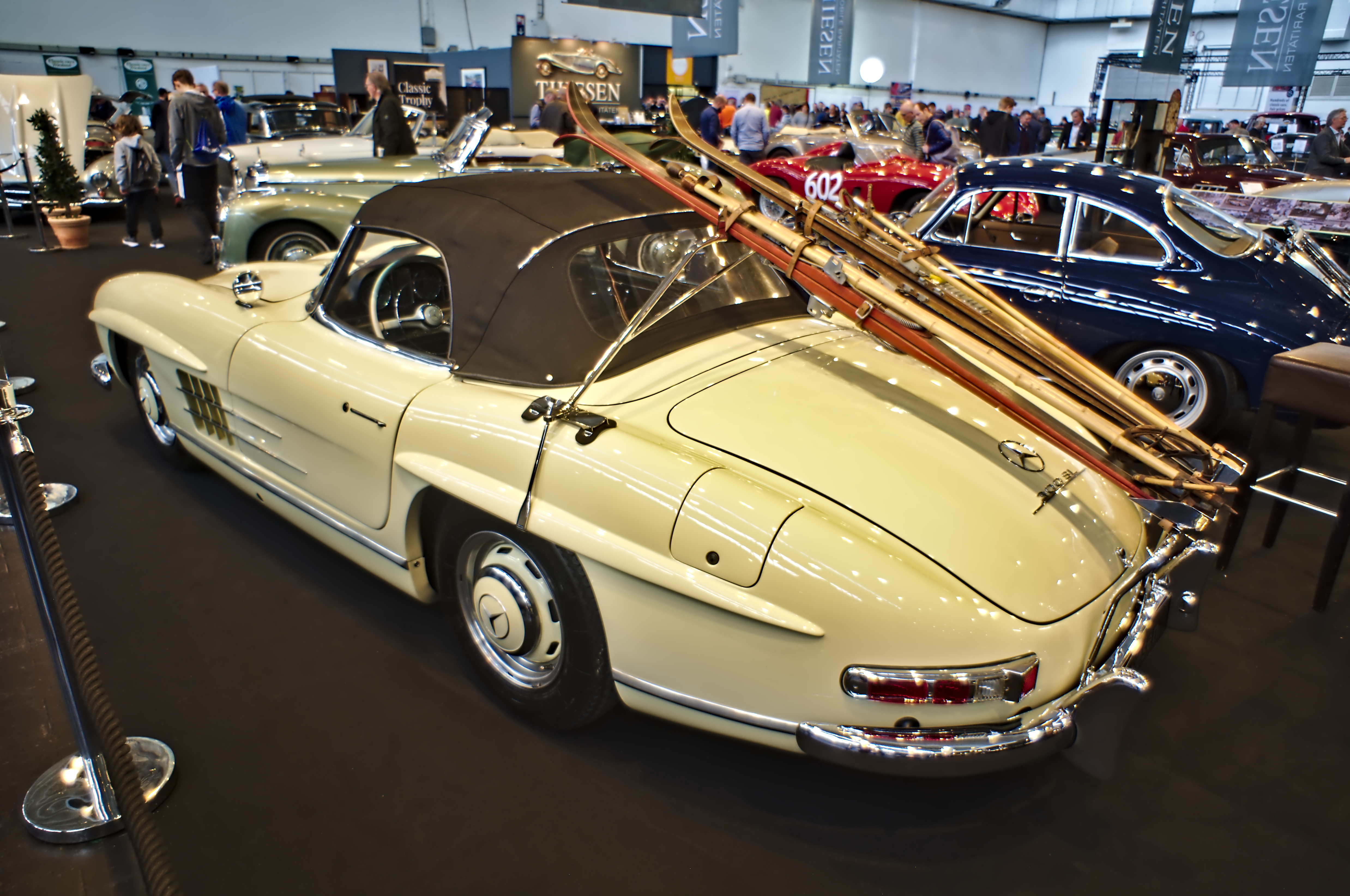
Mercedes-Benz 300 SL cabriolet.
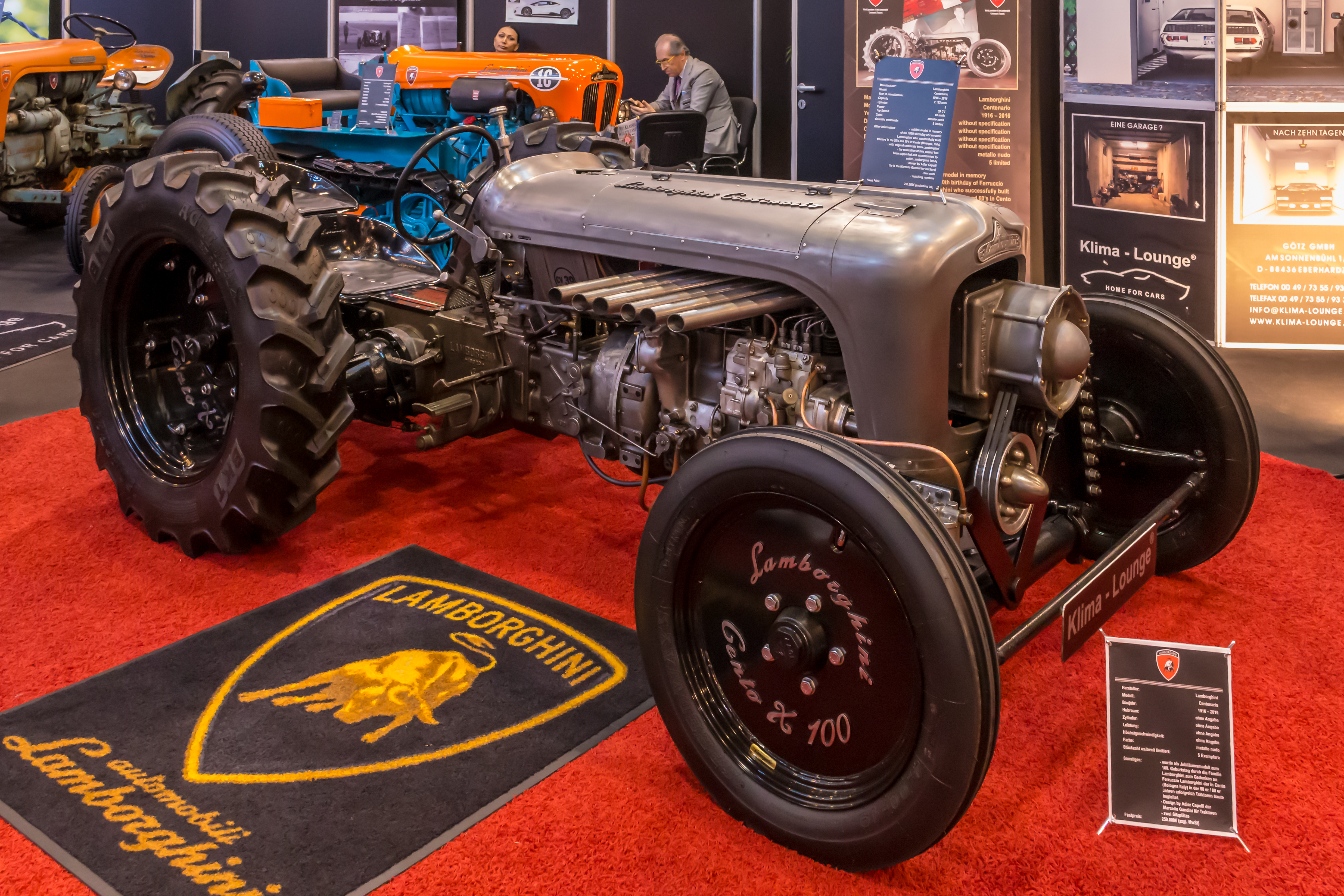
Lamborghini Trattori Centenario.
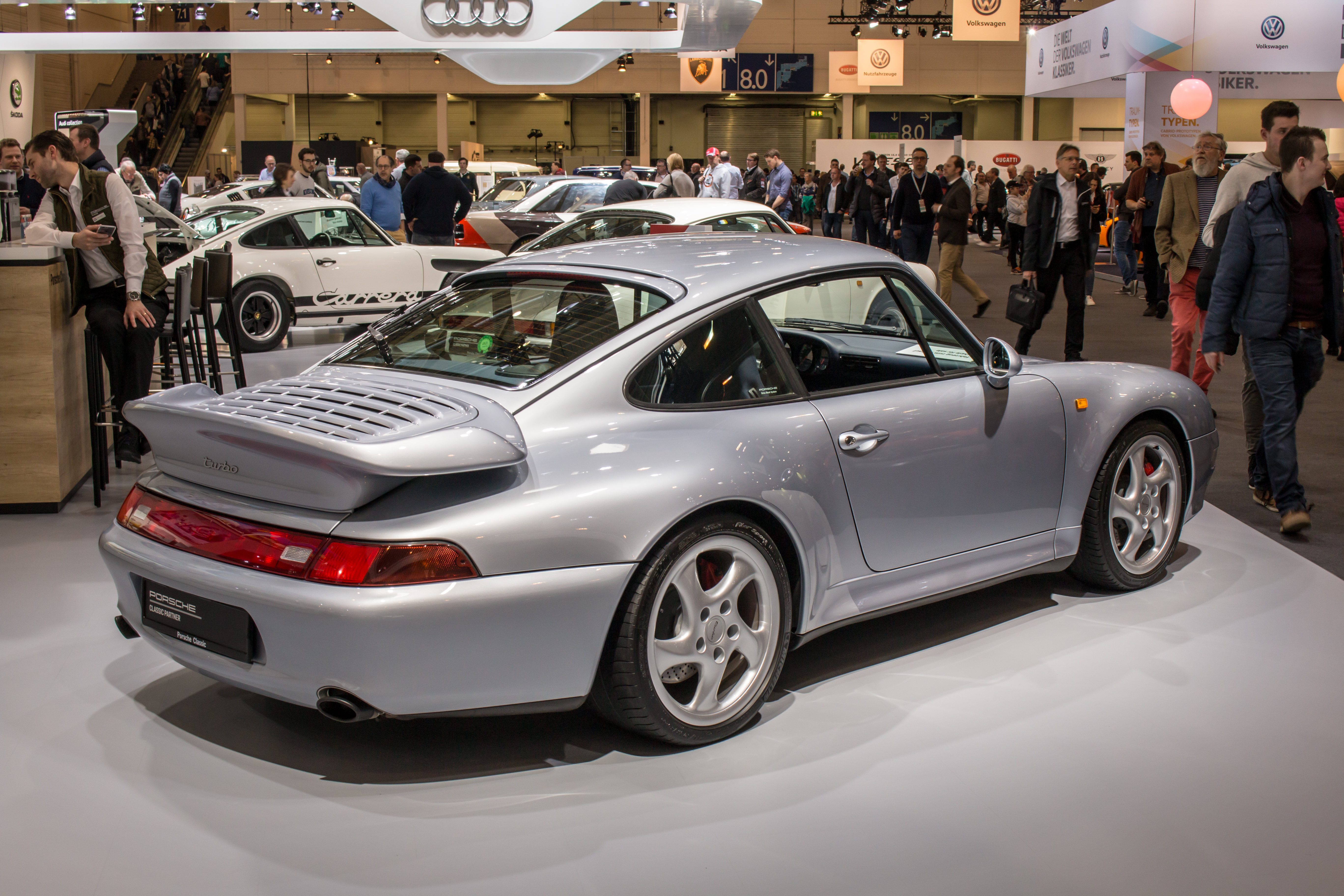
Porsche 911 (993).
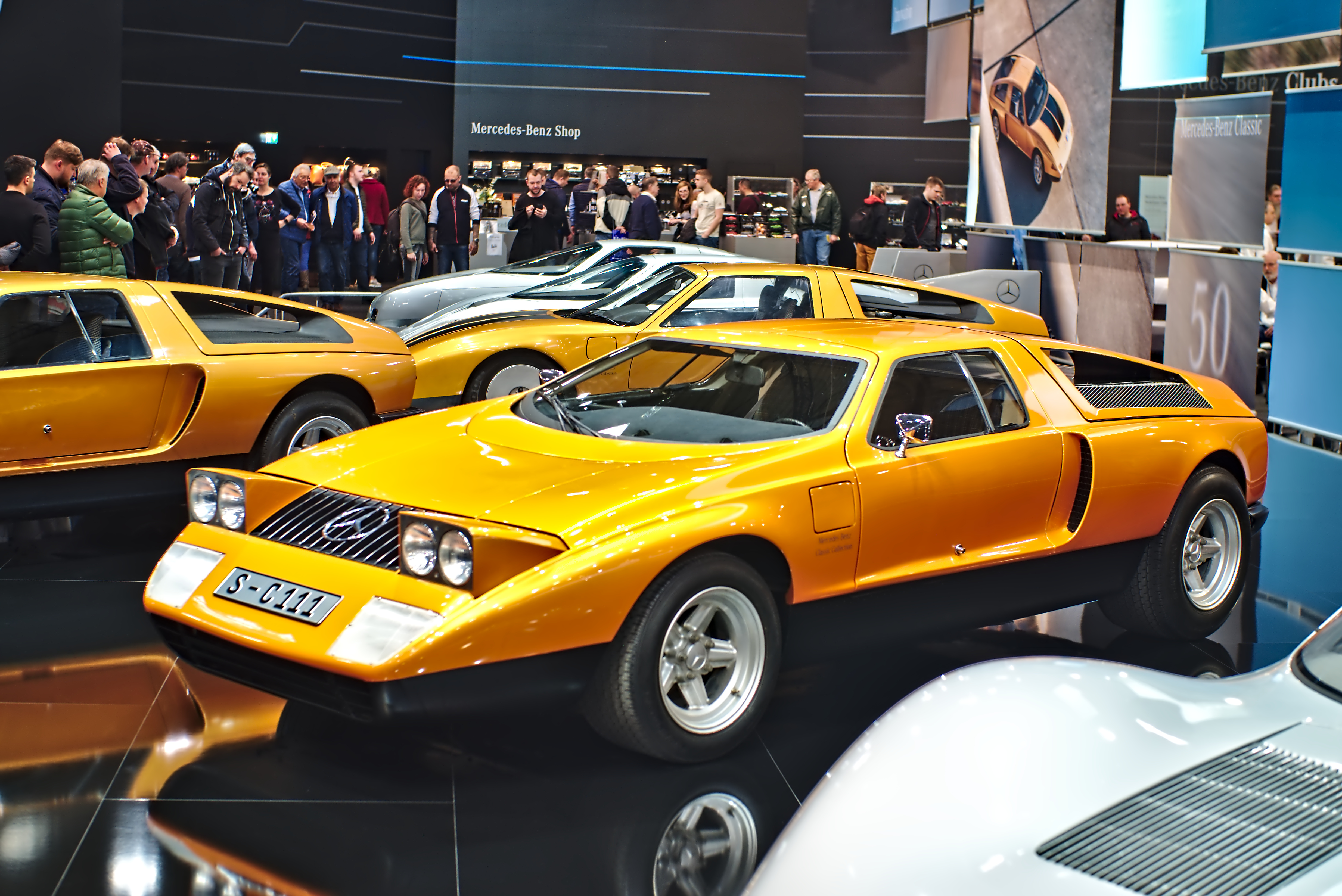
Mercedes-Benz C111.
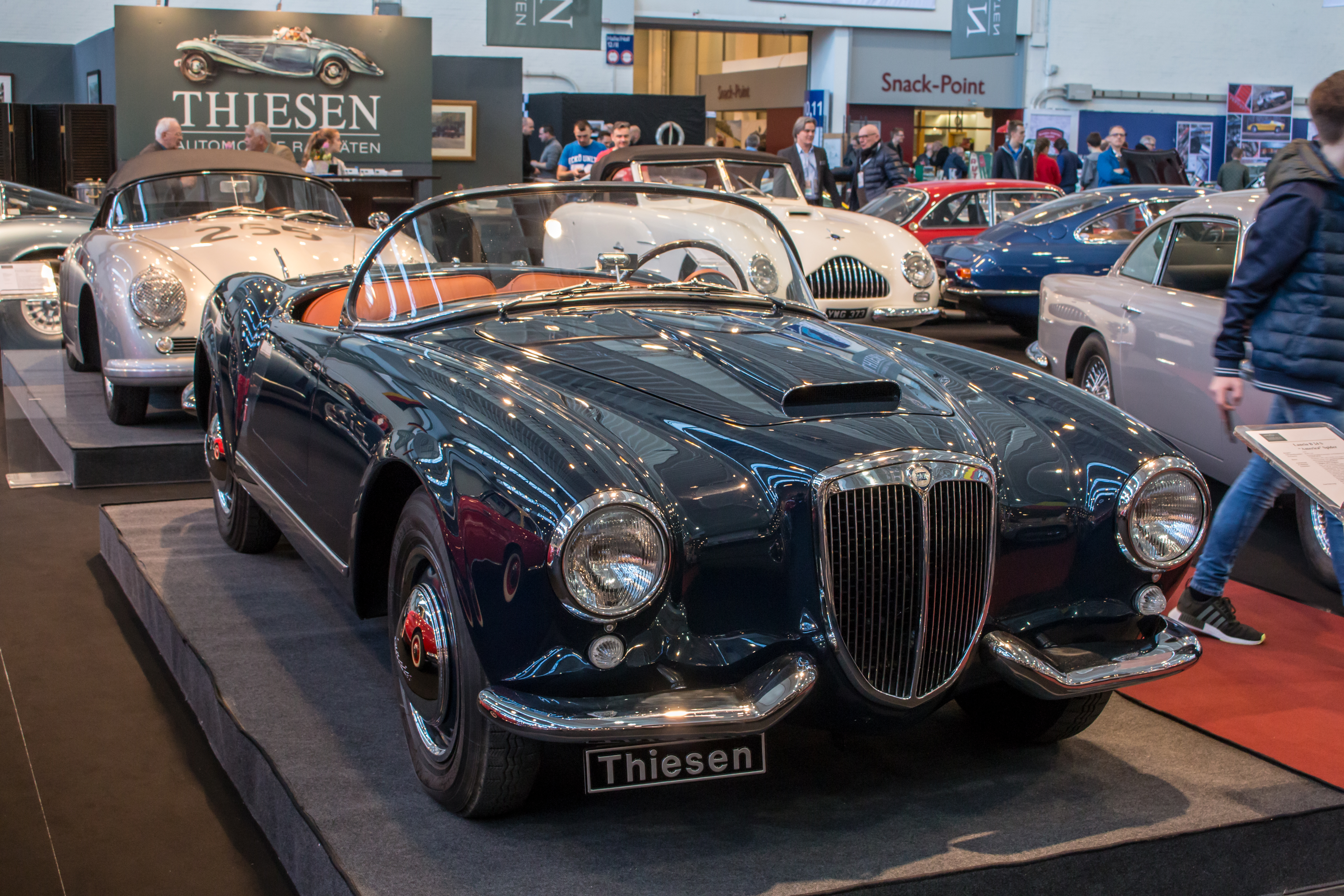
Lancia Aurelia spider.
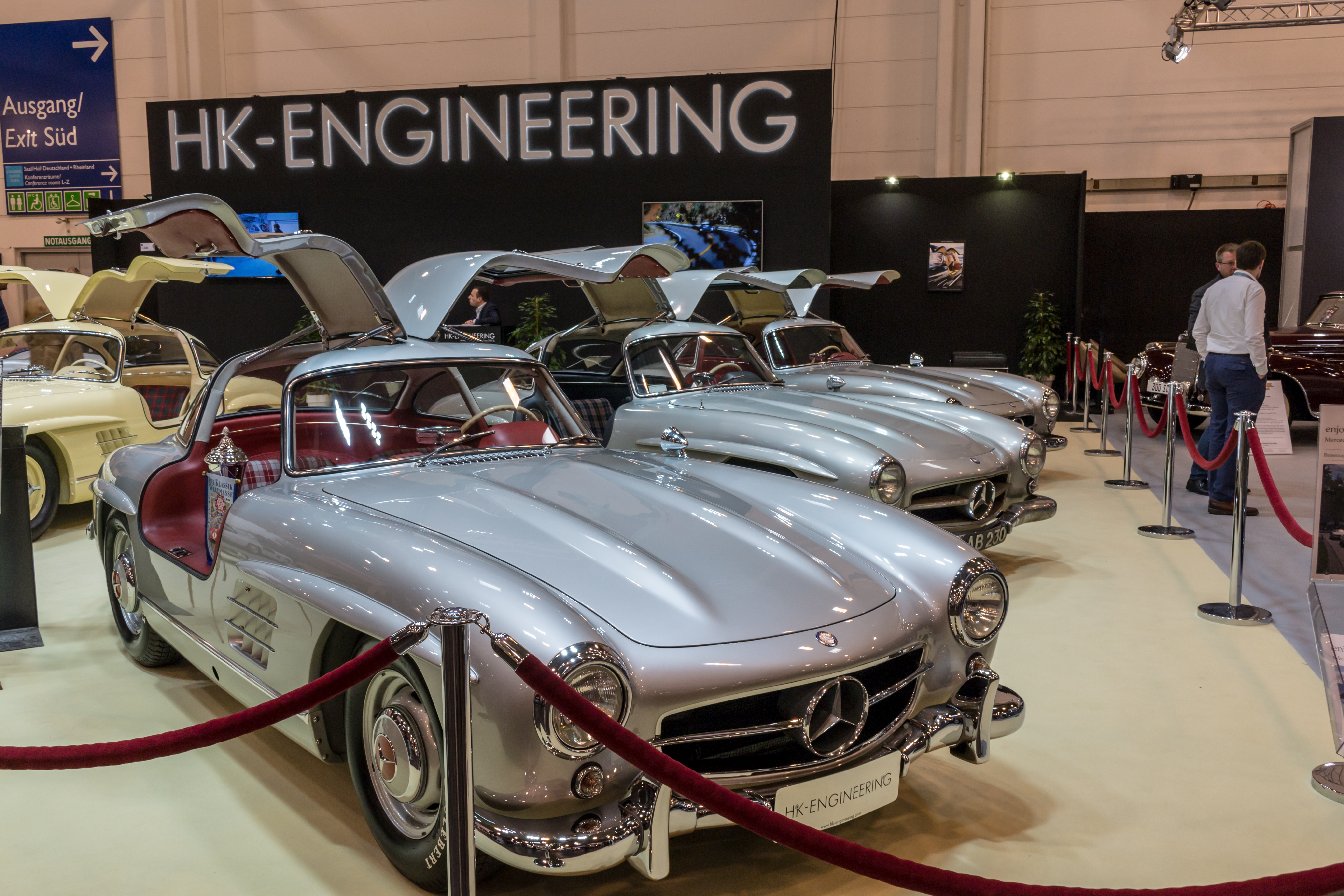
Mercedes-Benz 300 SL .